# Chiesa di San Giovanni Bosco (Viareggio)

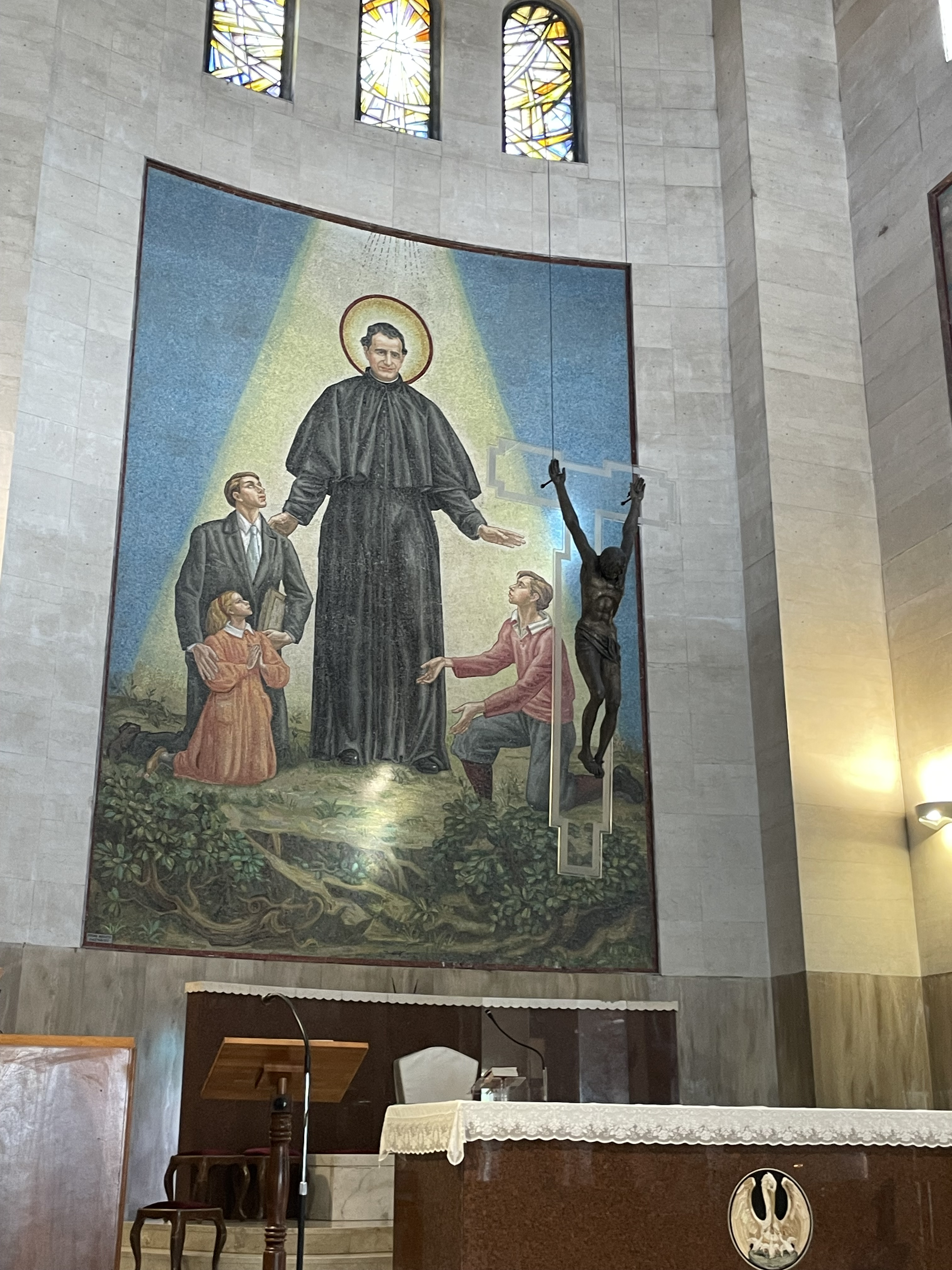
Mosaico raffigurante San Giovanni Bosco e tre ragazzi.

La chiesa di San  Giovanni Bosco è una chiesa parrocchiale nel quartiere Marco Polo di Viareggio, in via Maroncelli 332, in provincia di Lucca.

## Storia e descrizione
La chiesa venne costruita per la crescente popolazione viareggina nel quartiere Marco Polo, che fino ad allora era compreso nella parrocchia di San Paolino. Per il servizio religioso era stata allestita una piccola cappella in un garage di via Pola. Grazie all'interessamento della signora Petri Morandi la prima messa vi fu celebrata il 20 febbraio 1949. Don Roberto Picchi -nell'ottobre dello stesso anno ne prese la cura e chiese ed ottenne dall'allora arcivescovo di Lucca, Antonio Torrini, la fondazione di una nuova parrocchia, intitolata a San Giovanni Bosco. I lavori di costruzione della nuova chiesa parrocchiale iniziarono il 18 maggio 1954 e terminarono il 9 ottobre 1956. La chiesa venne consacrata dall'Arcivescovo di Lucca il 24 maggio 1957. La struttura è composta con un'intelaiatura di cemento armato, che compone una navata centrale e due navatelle laterali, oltre alla zona presbiteriale.
La facciata, animata da semipilastrini, ricorda in chiave moderna lo stile romanico pisano-lucchese. L'interno è decorato da mosaici, mentre altare maggiore, battistero, balaustra, e ringhiera della cantoria sono in marmo bianco con elementi in granito rosso imperiale. Il campanile è a vela e ospita quattro piccole campane fuse dalla fonderia Lera di Borgo Giannotti nel IIº dopoguerra.
I parroci della parrocchia di San Giovanni Bosco hanno il titolo di priore, secondo le disposizioni diocesane, come anche gli altri parroci della città di Viareggio.

Sulla sinistra della chiesa si trovano la residenza del priore (collegata direttamente con la chiesa stessa) e l'edificio della parrocchia dove vi sono i locali adibiti per le attività degli Scouts, per la catechesi e per la preparazione al matrimonio. Sul retro della chiesa si trova il giardino dotato di campo da calcetto per le attività sportive.

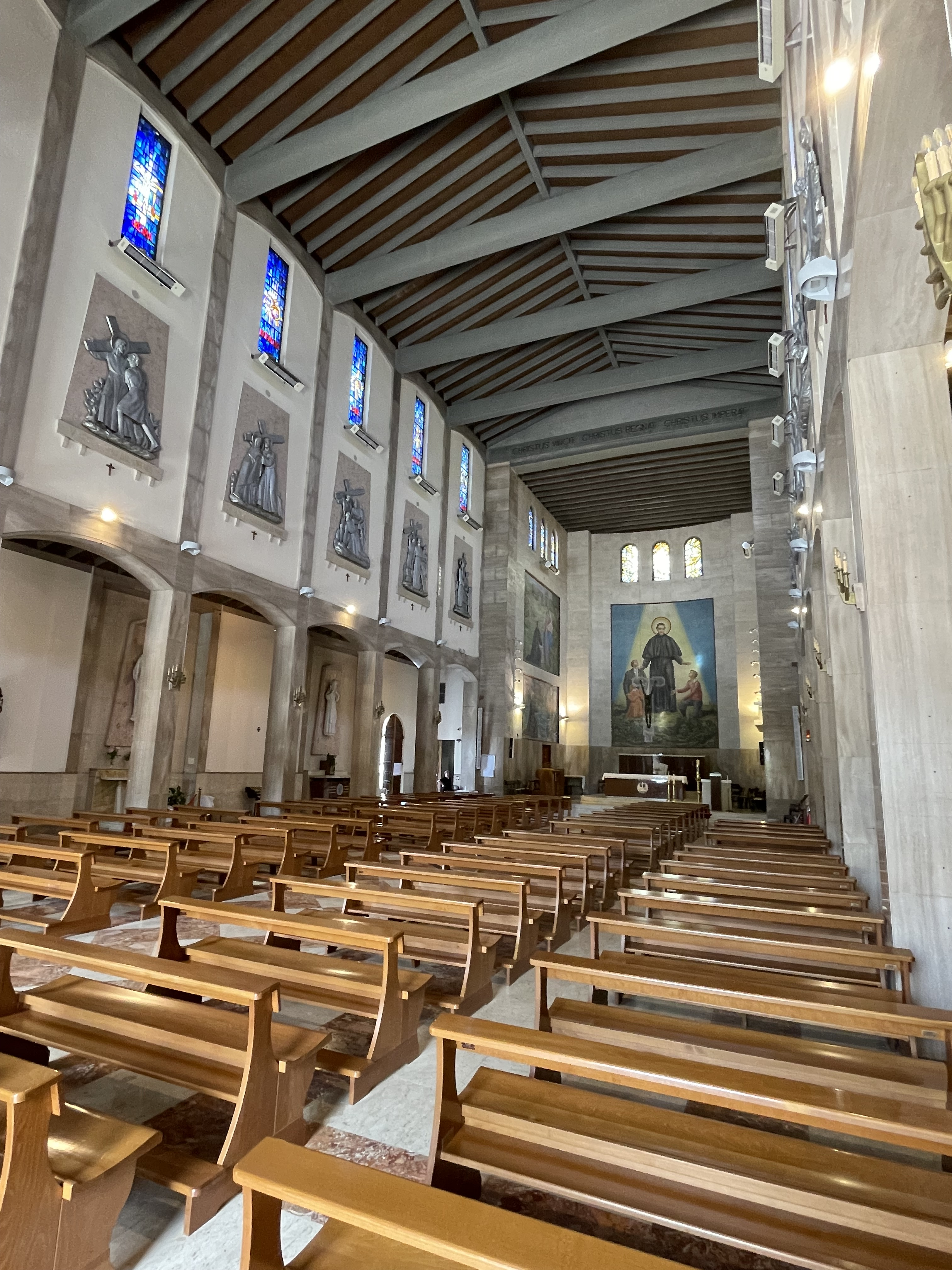
interno
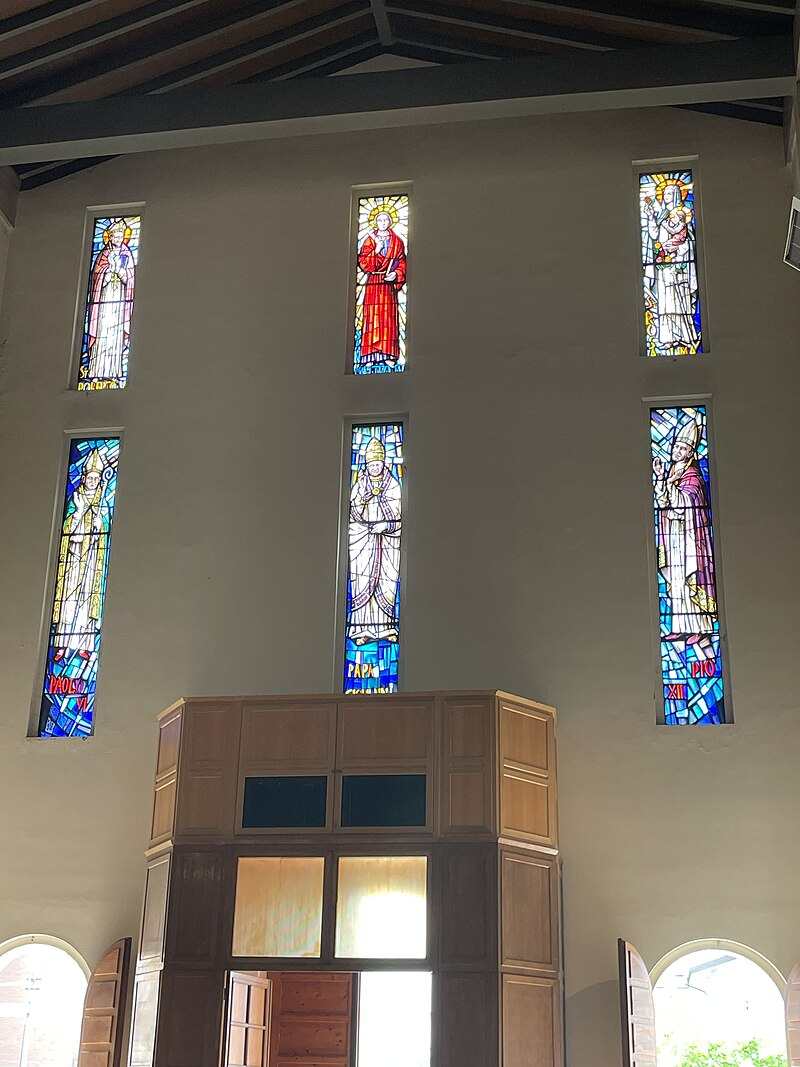
finestre facciata
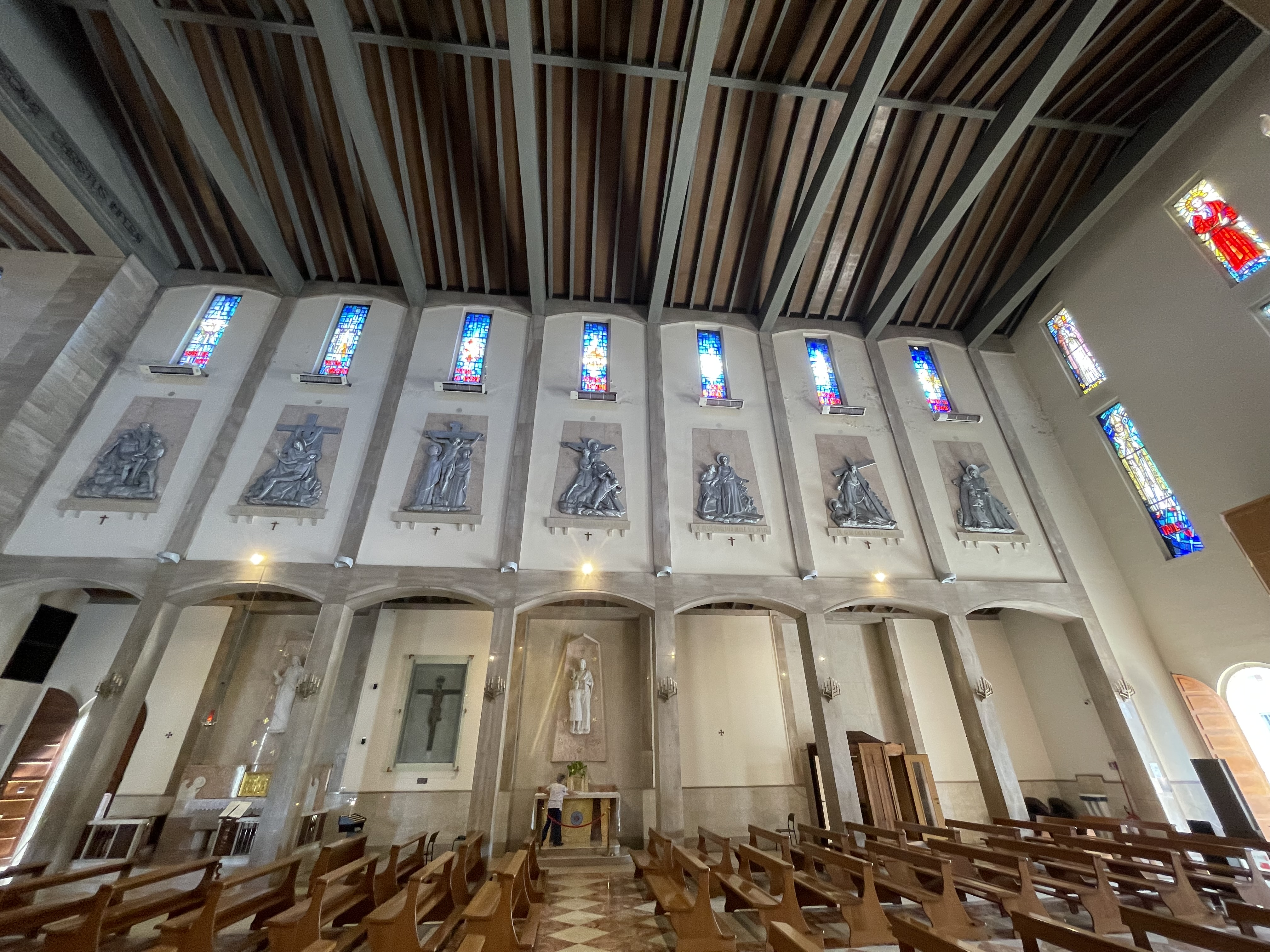
stazioni via crucis
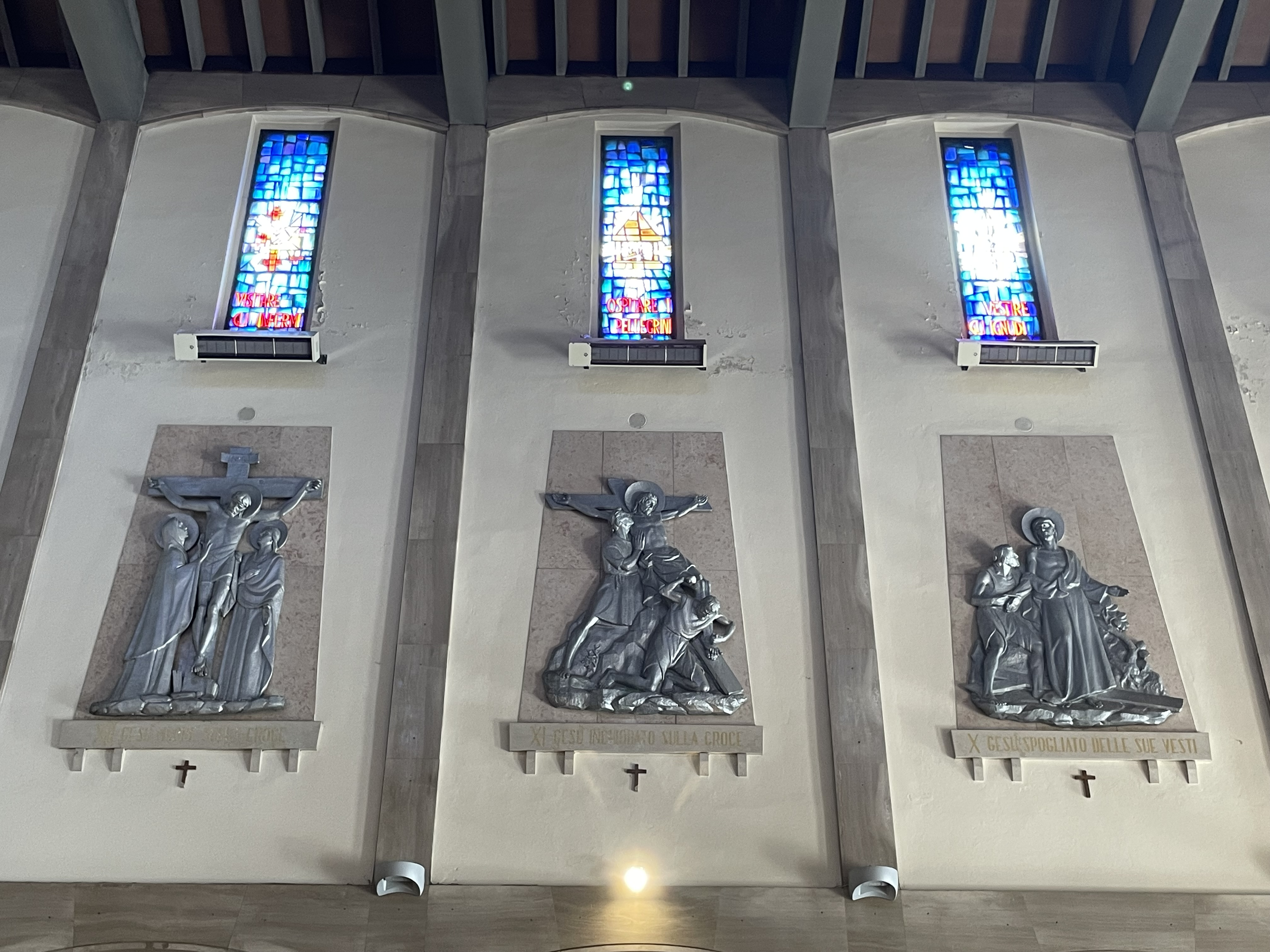
zoom stazioni via crucis
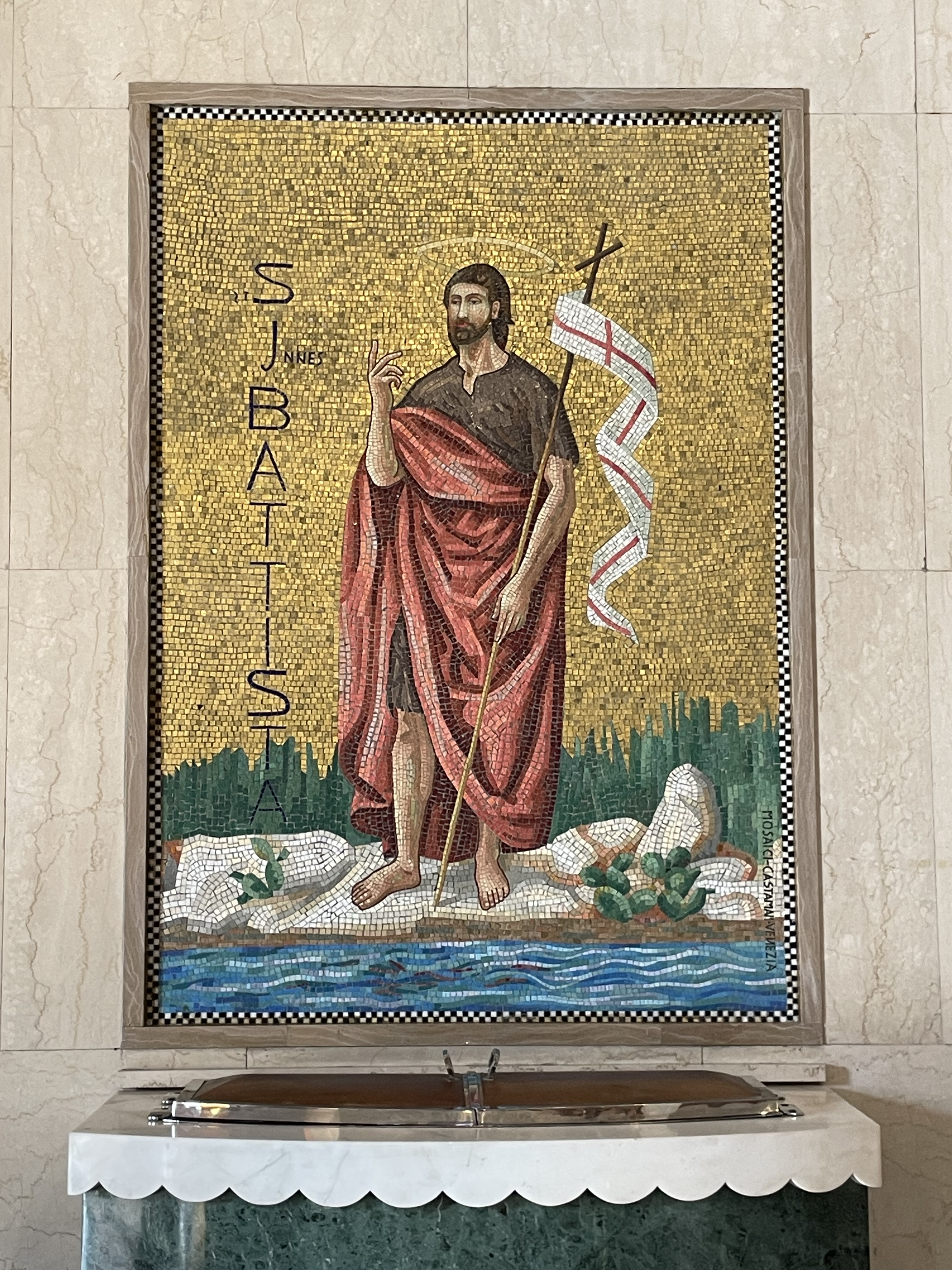
mosaico raffigurante San Giovanni Battista